# Radosław Sieradzki
Radosław Sieradzki (ur. 7 kwietnia 1946 w Rybniku) – polski nauczyciel, inżynier i samorządowiec, w latach 1990–1994 prezydent Zduńskiej Woli.

## Życiorys
Absolwent Technikum Samochodowego w Legnicy. Od 1965 pracował w Jelczańskich Zakładach Samochodowych, następnie zatrudniony w zakładach w Legnicy i do 1974 w ZSM „Polmo” w Praszce. Studiował wieczorowo na Politechnice Wrocławskiej, gdzie zdobył dyplom inżyniera automatyka. Później po studiach zaocznych w Wyższej Szkole Pedagogicznej w Krakowie uzyskał tytuł magistra pedagogiki i elektrotechniki. W 1974 z przyczyn rodzinnych przeniósł się do Zduńskiej Woli, gdzie podjął pracę jako nauczyciel przedmiotów zawodowych w Zespole Szkół Elektronicznych. W 1981 wybrano go dyrektorem szkoły, jednak decyzję tę zablokowało kuratorium oświaty. Od 1980 do 1981 należał do Komisji Zakładowej NSZZ „Solidarność” w tej placówce.
Związał się z Komitetem Obywatelskim „Solidarności”, w 1990 wybrano go do rady miejskiej Zduńskiej Woli. 20 czerwca 1990 po sześciu turach głosowania objął stanowisko prezydenta miasta (zajmował je do 7 lipca 1994). W 2002 ponownie starał się o miejską prezydenturę, zajmując 4 miejsce na 6 kandydatów.
W 2001 odznaczony Brązowym Krzyżem Zasługi. Wyróżniony odznaką „Zasłużony dla powiatu zduńskowolskiego” (2008).